# Нова вас при Мокрицах
Нова вас при Мокрицах (словен. Nova vas pri Mokricah) је насељено место у општини Брежице, Посавска регија, Словенија.

## Историја
До територијалне реорганизације у Словенији била је у саставу старе општине Брежице.

## Становништво
У попису становништва из 2011. године, Нова вас при Мокрицах је имала 223 становника.
| Број становника према пописима | Број становника према пописима | Број становника према пописима |
| ------------------------------ | ------------------------------ | ------------------------------ |
| 1991                           | 2002                           | 2011                           |
| 198                            | 202                            | 223                            |

Напомена: До 1993. исказивано под називом Нова вас при Брегани.